# 名古屋工業大学の人物一覧
名古屋工業大学の人物一覧は名古屋工業大学に関係する人物の一覧記事。

## 教職員
- 清水勤二（名古屋工業大学初代学長）
- 内藤昌（名古屋工業大学名誉教授、建築史）
- 若山滋（名古屋工業大学名誉教授、建築文化論）
- 高橋実（名古屋工業大学名誉教授、粉体工学）
- 松本直司（名古屋工業大学名誉教授、建築計画）
- 堀越哲美（名古屋工業大学名誉教授、建築環境）
- 梅崎太造（名古屋工業大学大学院教授、音声・画像情報処理工学）
- 早川知克（名古屋工業大学大学院教授、材料工学）
- 伊藤孝紀（名古屋工業大学大学院准教授、環境デザイン）
- 神取秀樹（名古屋工業大学大学院教授、生物物理学）

## 主な出身者

### 政界
- 田野瀬良太郎（元自由民主党総務会長、元自由民主党幹事長代行、元財務副大臣）
- 水平豊彦（元内閣官房副長官、元愛知県議会議長）
- 伴野豊（元外務副大臣、元国土交通副大臣）
- 篠田陽介（元衆議院議員）
- 小坂喬峰（恵那市長）
- 藤井浩人（美濃加茂市長、元美濃加茂市議会議員）
- 西山孝（元豊田市長、豊田市名誉市民、元豊田市土木部長）
- 竹上真人（松阪市長、元三重県議会議員）
- 中島一（元彦根市長、元愛知工業大学教授）
- 番正辰雄（元坂出市長、日本都市計画学会石川賞）

### 財界
- 相木茂男（元アイシン精機社長、藍綬褒章）
- 井川正雄（元東レ社長、藍綬褒章）
- 石川栄次郎（元中部電力副社長、土木技術者）
- 伊藤周雄（元本州四国連絡高速道路社長、繊維学会技術賞）
- 伊奈功一（元ダイハツ工業社長、中部産業連盟会長、藍綬褒章）
- 今枝良三（前田道路社長）
- 上田恵一郎（元前田建設工業会長、元日本経団連むつ小川原開発推進委員長）
- 江島清（Delta-Fly Pharma創業者・社長、徳島大学客員教授）
- 大西英一（元日本発送電総裁、元電力中央研究所理事長、元土木学会会長）
- 大野耐一（元トヨタ自動車副社長、元豊田合成会長、元豊田紡織会長、かんばん方式等トヨタ生産方式開発、日本自動車殿堂入り）
- 大原栄（元ダイハツ工業社長、藍綬褒章）
- 岡村鐘雄（元日本特殊陶業社長、元日本セラミックス協会会長、科学技術庁長官賞）
- 奥田隆司（元シャープ社長、元情報通信ネットワーク産業協会会長）
- 加藤薫（元NTTドコモ社長、日本テレワーク協会会長、元電気通信事業者協会副会長）
- 加藤倫朗（元日本特殊陶業社長、元涼仙ゴルフ倶楽部理事長、藍綬褒章）
- 川田武司（元アドヴィックス社長、元アイシン精機副社長）
- 金原淑郎（元トヨタ自動車副社長、元自動車技術会会長）
- 小西良樹（トヨタ自動車チーフエンジニア）
- 佐藤孝司（元NEC主席主幹、京都情報大学院大学教授）
- 塩見正直（元トヨタ車体会長、元アラコ社長、トヨタ・プリウス開発者）
- 重兼壽夫（元富士電機副社長）
- 白井昭（元大井川鐵道副社長・技師長、鉄道友の会参与、評論家）
- 杉野正博（元LIXILグループ社長、元INAX社長）
- 鈴木覚（IKS創業者）
- 鈴木泰信（元NTN会長兼社長、元日本ベアリング工業会会長、元日本実業団陸上競技連合副会長）
- 鈴村喜久男（元トヨタ自動車生産管理部生産調査室主査・技術者、元井関農機専務取締役）
- 曽我信之（元FUJI社長、日本ロボット工業会理事）
- 田中義克（元トヨタ自動車北海道社長、北海道立総合研究機構理事長、元北海道経済連合会副会長）
- 蔦田守弘（鴻池組社長、元全国建設業協会副会長、元大阪建設業協会会長）
- 勅使河原可海（元NEC主席技師長、元創価大学コンピュータセンター長）
- 中島真也（パロマ社長）
- 長島徹（元帝人社長、元経済同友会副代表幹事、元日本化学繊維協会会長、イオン報酬委員会議長）
- 中村正（ノリタケ伊勢電子創業者、元名誉会長）
- 日沖昭（元第二電電（現KDDI）社長、元電気通信事業者協会会長）
- 広瀬俊彦（元東洋エンジニアリング社長、元エンジニアリング振興協会理事長）
- 深澤俊勇（元日野自動車社長、藍綬褒章）
- 藤原一彦（住友ベークライト社長）
- 北條康夫（トヨタ自動車北海道社長、北海道経済連合会副会長）
- 缶文雄（元芦森工業社長、元パルテム技術協会会長、元日本監査役協会顧問）
- 水嶋敏夫（元トヨタ車体社長、藍綬褒章）
- 宮内一公（元トヨタ自動車東日本社長、東北経済連合会副会長、元日本自動車車体工業会会長）
- 森中郁雄（関西電力副社長、元高浜発電所長）
- 横山裕行（トヨタ東京自動車大学校理事長、元ダイハツ工業副社長）
- 吉川芳和（NIPPO社長）
- 蛭田道夫（日本環境認証機構社長）

### 官界
- 稲垣久生（駐トンガ特命全権大使、元シアトル総領事）
- 服部孝（駐スーダン特命全権大使、元豊田通商アフリカ社長）
- 南孝一（元特許庁特許技監、日本国際知的財産保護協会理事長）
- 春日井康夫（元国土交通省国土技術政策総合研究所副所長、元九州大学教授、産学官連携功労者表彰）
- 福田功（元国土交通省大臣官房技術参事官、元国土交通省中国地方整備局長、日本埋立浚渫協会副会長）
- 牧哲史（元国土交通省仙台河川国道事務所長、元名古屋高速道路公社副理事長、元地域開発研究所所長）

### 研究者・学者
- 赤木正人（北陸先端科学技術大学院大学教授、元日本音響学会会長、知覚情報処理）
- 赤木泰文（東京工業大学名誉教授、元マサチューセッツ工科大学客員教授、IEEE Medal in Power Engineering（日本人初））
- 石田秀輝（東北大学名誉教授、セメント協会論文賞、グッドデザイン賞）
- 石原將市（元大阪工業大学教授、元日本液晶学会会長、日本液晶学会賞、電気化学）
- 伊藤孝行（京都大学教授、日本学術振興会賞、情報工学）
- 岩崎誠（名古屋工業大学教授、文部科学大臣表彰科学技術賞、IEEEフェロー、メカトロニクス）
- 岩田彰（名古屋工業大学名誉教授、エンセファロン代表取締役、サン電子取締役）
- 上坂吉則（東京理科大学名誉教授、元山梨英和大学副学長、元視聴覚情報研究会会長）
- 上羽貞行（東京工業大学名誉教授、元東京工業大学精密工学研究所長、元日本音響学会会長、ASAフェロー）
- 鵜飼裕之（元名古屋工業大学学長、愛知東邦大学学長、ASTI取締役、トーエネック取締役）
- 岡部金治郎（大阪大学名誉教授、文化勲章、帝国学士院恩賜賞、朝日賞）
- 釜江克宏（京都大学名誉教授、元京都大学原子炉実験所副所長、島根県原子力安全顧問）
- 上條謙二郎（東北大学名誉教授、元角田宇宙センターロケット推進研究部長、紫綬褒章、航空宇宙工学）
- 岸野文郎（大阪大学名誉教授、元日本バーチャルリアリティ学会会長）
- 木下隆利（名古屋工業大学学長、日本化学会BCSJ賞）
- 倉田博基（京都大学名誉教授、日本顕微鏡学会学会賞、化学）
- 黒田龍二（神戸大学名誉教授、建築史学会賞、日本建築史）
- 才川伸二郎（元大阪工業大学教授、知的財産・技術マネジメント）
- 佐藤知雄（東北大学名誉教授、元名古屋工業大学学長、元日本金属学会会長、日本学士院賞）
- 澤田善次郎（椙山女学園大学教授、元日本生産管理学会副会長、元標準化研究学会会長）
- 志村史夫（ノースカロライナ州立大学教授、応用物理学会フェロー）
- 高木浩光（産業技術総合研究所情報セキュリティ研究センター主任研究員、情報処理技術者試験試験委員、セキュリティ研究）
- 髙桑宗右ヱ門（名古屋大学名誉教授、ベトナム国家大学卓越教授、元日本情報経営学会会長、経営工学）
- 田畑修（京都大学名誉教授、元スイス連邦工科大学客員教授、計測工学）
- 徳田恵一（名古屋工業大学教授、エジンバラ大学名誉教授、紫綬褒章、文部科学大臣表彰科学技術賞、IEEEフェロー、音声合成）
- 中島健一（早稲田大学教授、元大阪工業大学准教授・神奈川大学教授、経営工学）
- 長野靖尚（名古屋工業大学名誉教授・元副学長、元日本流体力学会会長、元日本伝熱学会会長）
- 中村隆（名古屋工業大学副学長、元電気加工学会会長、元日本トライボロジー学会会長）
- 新関章三（高知大学名誉教授、解析学）
- 西田在賢（県立広島大学教授、経営学）
- 春田正毅（東京都立大学名誉教授、元ウィーン工科大学客員教授、元触媒学会会長、トムソン・ロイター引用栄誉賞）
- 永見勇（元立教大学教授、名古屋柳城短期大学学長、宗教社会学）
- 福永俊晴（京都大学名誉教授、元京都大学原子炉実験所副所長）
- 星野靖雄（筑波大学名誉教授、環太平洋大学経営学部教授、元経営行動科学学会会長、経営学）
- 牧野正和（静岡県立大学教授、静岡県公立大学教職員組合委員長）
- 松井信行（元名古屋工業大学学長、名古屋国際工科専門職大学学長、愛知県顧問、リンナイ取締役、IEEEフェロー）
- 松野文俊（京都大学名誉教授、大阪工業大学教授、元システム制御情報学会会長、元日本ロボット学会副会長）
- 眞弓浩三（京都情報大学院大学教授、経済学）
- 三浦利章（元大阪大学人間科学部長・教授、元日本認知心理学会副理事長、人間工学）
- 宮﨑亨（名古屋工業大学名誉教授・元副学長、元日本金属学会会長）
- 宮野秋彦（名古屋工業大学名誉教授、元日本熱物性研究会会長、元日本建築学会副会長）
- 森博太郎（大阪大学名誉教授、元大阪大学超高圧電子顕微鏡センター長、元日本顕微鏡学会会長）
- 矢ヶ崎克馬（琉球大学名誉教授、物理学）
- 矢富盟祥（金沢大学名誉教授、応用力学）
- 早稲田嘉夫（東北大学名誉教授・元副総長、元京都大学教授、元ペンシルベニア大学客員教授、元日本金属学会会長、紫綬褒章）

### 文学
- 太田忠司（推理作家、本格ミステリ作家クラブ事務局長、酒飲み書店員大賞）
- 鬼頭莫宏（漫画家、文化庁メディア芸術祭マンガ部門優秀賞）
- 城山三郎（小説家、直木賞、朝日賞、菊池寛賞、毎日出版文化賞）

### 建築
- 浅野清（建築学者、元大阪市立大学・大阪工業大学教授、日本建築学会大賞、古建築の復原研究の第一人者）
- 井澤知旦（建築家、名古屋学院大学教授、元愛知住まい・まちづくりコンサルタント協議会代表）
- 市之瀬敏勝（建築学者、名古屋工業大学教授、日本建築学会賞）
- ヴォ・チョン・ギア（建築家、シンガポール工科デザイン大学客員教授）
- 宇敷赳夫（土木技術者、台南駅他）
- 大賀隆（建築家）
- 岡本賢（建築家、元久米設計社長、日本建築美術工芸協会会長、元東京都建築士事務所協会副会長）
- 北川啓介（建築家、建築学者、名古屋工業大学教授、文部科学大臣表彰科学技術賞）
- 城戸武男（建築家）
- 黒川雅之（建築家、加藤タキの夫、黒川紀章の弟）
- 黒川巳喜（建築家、元日本建築家協会東海支部長、黒川紀章の父）
- 小林利助（建築家、元竹中工務店取締役、日本建築学会賞）
- 近藤哲雄（建築家、東京建築士会住宅建築賞）
- 権藤要吉（建築家、元内匠寮建築課長、元岩田建設建築部長）
- 甲村健一（建築家、グッドデザイン賞）
- 城戸久（建築学者、名古屋工業大学名誉教授、元日本建築学会副会長、紫綬褒章）
- 竹内吉弘（建築防災工学・地震工学者、大阪工業大学名誉教授、元阪神大震災調査団代表）
- 田中孝典（建築家、元山下設計社長）
- 千々岩助太郎（建築家、建築学者、元九州産業大学学長）
- 辻岡通（建築家）
- 鳥居徳敏（建築家、神奈川大学名誉教授、ガウディ世界会議諮問委員）
- 中村順平（建築家、元日本芸術院会員、日本芸術院賞）
- 松田昌平（建築家、元日本建築士会連合会副会長）
- 泰井武（建築家）
- 山本卯太郎（橋梁技術者）

### 音楽
- 江村哲二（現代音楽作曲家、ブザンソン国際音楽コンクール作曲部門第1位、芥川作曲賞）
- 久米康隆（作曲家、編曲家）
- ken（L'Arc〜en〜Cielギタリスト・作曲家）

### 美術・映像
- 清水九兵衛（彫刻家、陶芸家、紫綬褒章、吉田五十八賞）
- 吉川仁士（映画監督、脚本家、全米監督協会最優秀作品賞）

### マスコミ
- 梶原典明（NHKアナウンサー）
- 山本孝義（元中京テレビ放送社長、元日本民間放送連盟副会長、お笑い漫画道場等のプロデューサー）
- 小島浩資（東海テレビ放送社長）

### その他
- 江藤千秋（元学校法人河合塾理事）
- お笑い（お笑い芸人）